# Солёная (приток Кубанки)
Солёная — река в России, протекает в Пригородном и Алагирском районах республики Северная Осетия-Алания. Длина реки составляет 14 км, площадь водосборного бассейна 29,3 км².
Начинается в прудах к северу от горы Тагузбарз. Течёт в северо-западном направлении мимо села Новая Саниба. Сливаясь с Майрамадагом, образует Кубанку

## Данные водного реестра
По данным государственного водного реестра России относится к Западно-Каспийскому бассейновому округу, водохозяйственный участок реки — Ардон. Речной бассейн реки — реки бассейна Каспийского моря междуречья Терека и Волги.
Код объекта в государственном водном реестре — 07020000112108200003467.